# Тысяча дней Анны
«Тысяча дней Анны», или «Анна на тысячу дней» (англ. Anne Of The Thousand Days) — костюмированная драма режиссёра Чарльза Джэрротта, вышедшая на экраны в 1969 году. Экранизация одноимённой пьесы американского драматурга Максвелла Андерсона.

## Сюжет
Англия, 1527 год. Король Генрих VIII — один из самых могущественных европейских государей, но у него до сих пор нет наследника. Он давно разлюбил свою жену, Екатерину Арагонскую, да и многочисленные любовницы, среди которых беременная от него Мэри Болейн, ему наскучили.
На балу он замечает восемнадцатилетнюю сестру Мэри, Анну, недавно вернувшуюся из Франции. Она красива и остроумна и вскоре должна выйти замуж за Генри Перси, сына графа Нортумберленда. Намереваясь сделать Анну своей любовницей, король приказывает кардиналу Уолси расторгнуть их помолвку.
Вопреки ожиданиям Генриха, Анна с негодованием отвергает его ухаживания и, не страшась королевского гнева, откровенно высказывает всё, что она думает о нём и о его любви к ней. В стремлении завоевать её, Генрих осыпает почестями семью Болейн, но на повторное предложение короля стать его фавориткой и родить ему сына, которого он мог бы сделать наследником, Анна отвечает, что сына она подарит лишь законному супругу. Генрих решает развестись с Екатериной и жениться на Анне. После длительных судебных тяжб и разрыва с Римом, развод получен, и 1 июня 1533 года Анна становится королевой Англии.
Но после рождения дочери Елизаветы (вместо долгожданного сына) Генрих заметно охладевает к Анне и увлекается её фрейлиной, Джейн Сеймур. Опасаясь за судьбу Елизаветы, Анна просит Генриха провозгласить её наследницей в обход принцессы Марии, дочери Екатерины, что, однако, не находит поддержки в Парламенте. В ярости Анна требует казнить Томаса Мора и всех остальных, кто не признаёт её королевой, а её дочь законной наследницей престола.
Через некоторое время у Анны рождается мёртвый сын. Король окончательно разочарован и отдаёт приказ своему новому министру, Томасу Кромвелю, найти способ избавиться от Анны. С помощью пыток и угроз Кромвель добивается у музыканта Анны, Марка Смитона, признания в преступной связи с королевой. Вскоре Анну и нескольких придворных из её свиты, а также её брата Джорджа Болейна, заключают в Тауэр. Королеву обвиняют в многочисленных супружеских изменах, инцесте и колдовстве.
После суда, на котором Анну, Джорджа и других, арестованных вместе с ней, признают виновными, к ней неожиданно приходит король и предлагает жизнь и свободу, а взамен просит признать их брак недействительным. Анна категорически отказывается, заявляя, что скорее оставит всё как есть, чем допустит, чтобы её дочь объявили бастардом, и она потеряла бы право стать королевой.
На следующее утро, 19 мая 1536 года, Анна спокойно и с достоинством принимает смерть на эшафоте. Король слышит грохот пушек, возвещающих о свершившейся казни, и вместе со своей свитой уезжает к Джейн Сеймур. В саду гуляет маленькая Елизавета, и за кадром слышны слова Анны: «Елизавета станет величайшей королевой. Моя дочь будет королевой Англии, а значит моя кровь была пролита не зря».

## В ролях
| Актёр          | Роль                                                                           |
| -------------- | ------------------------------------------------------------------------------ |
| Ричард Бёртон  | Генрих VIII , король Англии                                                    |
| Женевьева Бюжо | Анна Болейн , его возлюбленная; позднее — вторая жена                          |
| Ирен Папас     | Екатерина Арагонская , королева Англии; первая супруга короля                  |
| Энтони Куэйл   | кардинал Томас Уолси , ближайший советник Генриха                              |
| Джон Коликос   | Томас Кромвель                                                                 |
| Майкл Хордерн  | Томас Болейн , граф Уилтшир, глава семейства Болейн; отец Анны, Мэри и Джорджа |
| Кэтрин Блейк   | леди Элизабет Болейн , его жена; мать Анны, Мэри и Джорджа                     |
| Валери Гирон   | Мэри Болейн                                                                    |
| Майкл Джонсон  | Джордж Болейн                                                                  |
| Лесли Патерсон | Джейн Сеймур , фрейлина королевы Анны Болейн; впоследствии третья жена Генриха |
| Нора Суинбёрн  | леди Кингстон                                                                  |

## Производство
Премьера пьесы Максвелла Андерсона «Anne Of The Thousand Days» (в русском переводе «Тысяча дней Анны Болейн») состоялась на Бродвее 8 декабря 1948 года. В роли короля Генриха выступил Рекс Харрисон, а в роли Анны — Джойс Редман. Спектакль пользовался успехом у публики и выдержал 288 представлений. В 1949 году Рекс Харрисон стал лауреатом премии «Тони» в номинации «Лучший драматический актёр».
Экранизация пьесы стала возможной только через двадцать лет. Причиной тому послужили темы, затронутые автором (супружеская неверность, инцест, незаконнорождённые дети), которые были запрещены в соответствии с кинематографическим кодексом Хейса, действовавшим вплоть до 1967 года.
Несмотря на неоднозначные отзывы, картина удостоилась десяти номинаций на премию «Оскар», а также высокой оценки актёрского мастерства Женевьевы Бюжо.

## Исторические несоответствия
- Большинство историков оспаривают тот факт, что отцом детей Мэри Болейн был король Генрих. Он официально признал сына от своей предыдущей любовницы, Бесси Блаунт, но детям Мэри подобного внимания не оказывал.
- Сомнительно, что в 1527 году Анне Болейн было восемнадцать лет. Точная дата её рождения неизвестна, и обычно указывается период от 1501 до 1507 года[4]. Кроме того, Анна вернулась из Франции приблизительно в 1522 году, а отношения с королём начались не позднее 1525 года[5].
- Генрих не присутствовал на суде над Анной и не встречался с ней незадолго до казни. Последний раз они виделись за день до её ареста. Анне же никогда не предлагали свободу в обмен на отказ от всех прав — её и Елизаветы. Как бы то ни было, брак Анны и Генриха был аннулирован 17 мая 1536 года, а Елизавета, как и Мария, старшая дочь короля, была объявлена незаконнорождённой (хотя по-прежнему значилась среди наследников), и её шансы унаследовать корону Англии тогда казались весьма призрачными[6].
- Нет никаких доказательств того, что именно Анна повлияла на короля в его решении казнить сэра Томаса Мора[7].
- Мария Тюдор не присутствовала при смерти своей матери, Екатерины Арагонской. Генрих запретил им видеться друг с другом, а также вести переписку, ещё летом 1531 года[8].

## Награды и номинации
Полный перечень наград и номинаций — на сайте IMDB.
| Премия                         | Категория                            | Имя                                          | Результат |
| ------------------------------ | ------------------------------------ | -------------------------------------------- | --------- |
| Оскар                          | Лучший фильм                         | Хэл Б. Уоллис                                | Номинация |
| Оскар                          | Лучший актёр                         | Ричард Бёртон                                | Номинация |
| Оскар                          | Лучшая актриса                       | Женевьева Бюжо                               | Номинация |
| Оскар                          | Лучший актёр второго плана           | Энтони Куэйл                                 | Номинация |
| Оскар                          | Лучший сценарий (адаптация)          | Джон Хэйл, Бриджет Боланд, Ричард Соколов    | Номинация |
| Оскар                          | Лучшая операторская работа           | Артур Иббетсон                               | Номинация |
| Оскар                          | Лучший дизайн костюмов               | Маргарет Фёрс                                | Победа    |
| Оскар                          | Лучшая работа художника-постановщика | Морис Картер, Лайонел Кауч, Патрик МакЛафлин | Номинация |
| Оскар                          | Лучшая музыка к фильму               | Жорж Делерю                                  | Номинация |
| Оскар                          | Лучший звук                          | Джон Олдред                                  | Номинация |
| Золотой глобус                 | Лучший фильм (драма)                 | Хэл Б. Уоллис                                | Победа    |
| Золотой глобус                 | Лучшая режиссёрская работа           | Чарльз Джэрротт                              | Победа    |
| Золотой глобус                 | Лучшая мужская роль в драме          | Ричард Бёртон                                | Номинация |
| Золотой глобус                 | Лучшая женская роль в драме          | Женевьева Бюжо                               | Победа    |
| Золотой глобус                 | Лучший актёр второго плана           | Энтони Куэйл                                 | Номинация |
| Золотой глобус                 | Лучший сценарий                      | Джон Хэйл, Бриджет Боланд, Ричард Соколов    | Победа    |
| Золотой глобус                 | Лучшая музыка к фильму               | Жорж Делерю                                  | Номинация |
| BAFTA                          | Лучший дизайн костюмов               | Маргарет Фёрс                                | Номинация |
| BAFTA                          | Лучшая работа художника-постановщика | Морис Картер, Лайонел Кауч, Патрик МакЛафлин | Номинация |
| Премия Гильдии сценаристов США | Лучшая адаптированная драма          | Джон Хэйл, Бриджет Боланд                    | Номинация |